# Barbara Hermela-Niemczyk
Barbara Wiesława Hermel-Niemczyk, née le 13 novembre 1942 à Łódź, est une joueuse de volley-ball polonaise.

## Carrière
Barbara Hermela-Niemczyk participe aux Jeux olympiques de 1964 à Tokyo et aux Jeux olympiques de 1968 à Mexico. Elle remporte la médaille de bronze avec l'équipe nationale de Pologne lors de ces deux compétitions.